# Iwan Kalużny
Iwan Prokofjewicz Kalużny (ros. Иван Прокофьевич Калюжный, ur. 19 października?/1 listopada 1902 w Proletarsku, zm. 20 sierpnia 1979 w Rostowie nad Donem) – radziecki generał porucznik.

## Życiorys
Od 1918 służył w Armii Czerwonej. Podczas wojny ZSRR z Niemcami dowodził 32 Dywizją Kawalerii 3 Korpusu Kawalerii na 3 Froncie Białoruskim, na czele której brał udział m.in. w wyzwalaniu Lidy spod niemieckiej okupacji. W 1964 otrzymał honorowe obywatelstwo miasta Lida.

## Odznaczenia
- Order Lenina
- Order Czerwonego Sztandaru (trzykrotnie)
- Order Suworowa II klasy
- Order Kutuzowa II klasy
- Order Bohdana Chmielnickiego II klasy
- Order Czerwonej Gwiazdy

I medale.